# 18263 Anchialos
18263 Anchialos è un asteroide troiano di Giove del campo greco. Scoperto nel 1973, presenta un'orbita caratterizzata da un semiasse maggiore pari a 5,1829531 UA e da un'eccentricità di 0,0391188, inclinata di 10,61486° rispetto all'eclittica.
L'asteroide è dedicato ad Anchialo, guerriero acheo che accompagnò gli eserciti di Agamennone e Menelao nella guerra di Troia e fu ucciso da Ettore.